# Keelathanian
Keelathanian oder Kilathaniam ist ein ca. 2.200 Einwohner zählendes Dorf im südindischen Bundesstaat Tamil Nadu. Etwas außerhalb des Dorfes steht ein bedeutender Shiva-Tempel der frühen Chola-Zeit.

## Lage
Keelathanian liegt in einer Höhe von ca. 125 m ü. d. M. ca. 26 km (Fahrtstrecke) westlich der Distriktshauptstadt Pudukkottai. Das Klima ist tropisch warm; Regen fällt eigentlich nur in den Monsunmonaten Juli bis November.

## Bevölkerung
Die Einwohner des Ortes sind ganz überwiegend Hindus; andere Glaubensgemeinschaften spielen unter der Landbevölkerung Südindiens kaum eine Rolle. Der weibliche Bevölkerungsanteil ist um ca. 2 % niedriger als der männliche.

## Wirtschaft
Im Umland des Dorfes wird Feldwirtschaft und auch etwas Viehzucht (Hühner) betrieben; im Ort selbst gibt es auch einige Kleinhändler und Tagelöhner.

## Geschichte
Mit Unterbrechungen vor allem durch die Chola herrschten in der Region lange Zeit die Dynastien der Pandyas (Hauptstadt Madurai) und der Pallavas (Hauptstadt Kanchipuram), die jedoch die tatsächliche Macht oft an regionale Vasallen delegierten. Im 14. Jahrhundert okkupierten muslimische Herrscher die Macht, die dann auf das hinduistische Vijayanagar-Reich überging.

## Sehenswürdigkeiten
Einzige Sehenswürdigkeit des Ortes ist der von einer Mauer umgebene und dem Gott Shiva geweihte Utthamathanisvara-Tempel aus dem späten 9. Jahrhundert. Der Tempel besteht aus einer großen, flachgedeckten und allseitig geschlossenen Vorhalle (mandapa) und einer von einem gebäudeähnlichen Turmaufbau mit geschwungenem „Haubendach“ und kalasha-Vase überhöhten Cella (garbhagriha). Während die Außenwände des Tempels nur wenig gegliedert und dekoriert sind (Pilaster), befinden sich oberhalb eines umlaufenden Gesimses mit kleinen Blendfenstern (kudus) über dem Sanktumsbereich vier liegende Nandi-Bullen.